# Komunistyczna Partia Luksemburga
Komunistyczna Partia Luksemburga (luks. Kommunistesch Partei Lëtzebuerg, fr. Parti Communiste Luxembourgeois, niem. Kommunistische Partei Luxemburg, często używa się skrótu KPL) – luksemburska partia polityczna.
Obecnym liderem partii jest Ali Ruckert.

## Historia
Ugrupowanie zostało założone w 1921 roku co czyni ją jedną z najstarszych partii politycznych Luksemburga. 
Partia aktywnie uczestniczyła w antyhitlerowskim ruchu oporu. W latach 1945–1947 uczestniczyła w koalicji rządowej. KPL w rządzie reprezentował Charles Marx, który zginął jednak w wypadku samochodowym w 1946 roku. Był on jedynym komunistycznym ministrem Luksemburga. 
W wyborach w 1964 partia uzyskała 12,4 procent głosów i 56 miejsc poselskich. Komuniści stracili swojego ostatniego przedstawiciela w Izbie Deputowanych w 1994. 
W 1999 roku wielu działaczy KPL było członkami założycielami nowego ugrupowania Lewica. W wyborach w 1999 i 2000 wielu przedstawicieli KPL znalazło się na listach Lewicy, jednak od 2004 roku partia kontynuowała samodzielną działalność.
Partia wydaje dziennik Zeitung vum Lëtzebuerger Vollek.